# Нетрадиційна нафта
Нетрадиційна нафта (англ. unconventional oil) — нафта, видобута способом, який відрізняється від звичайного або традиційного. Промислове видобування нетрадиційної нафти почалось порівняно недавно.

## Різновиди нетрадиційних нафт
За видом нетрадиційних колекторів розрізняють
•	нафтоносні піски (Oil sands),
•	сланцеву нафту (shale oil), 
•	нафту щільних колекторів (Tight oil).
Слід відрізняти tight oil від oil shale — нафтових сланців (горючих сланців), багатих керогеном (тверді вуглеводи), і від shale oil — сланцевої нафти, отриманої з горючих сланців.

### Нафтоносні піски
Нафтоносні піски, бітумінозні піски (англ. oil sands, oil-bearing sands, bituminous sands, нім. erdölführender Sand m) — піски, які мають промислово значимі вмісти нафти. 

### Сланцева нафта
Сланцева нафта (англ. shale oil) — нетрадиційна нафта, вироблена з горючих сланців піролізом, гідруванням або термічним розчиненням.

### Нафта щільних колекторів
Нафта щільних колекторів (англ. tight oil, light tight oil) — нетрадиційна нафта низькопроникних колекторів, (високо)щільних колекторів. Знаходиться в сланцях, щільних пісковиках, вапняках.

### Інші види

#### Високовʼязкі важкі і дуже важкі нафти
Важка нафта (англ. heavy (low-gravity, black) oil; нім. Schweröl) — нафта з високою в'язкістю та густиною (понад 885 кг/м³ при 20 °C). Характерна підвищеним вмістом асфальтено-смолистих речовин, переважанням у її складі циклічних вуглеводнів та низьким вмістом легкокиплячих фракцій. Часто включає вуглеводневі сполуки, які містять сірку, кисень, азот, а також сполуки металів (в основному ванадію, нікелю, заліза, хрому). Температура кипіння важкої нафти іноді перевищує 200 °C. Важка нафта залягає в пісковиках, карбонатних або теригенних колекторах.
Аномально в'язкі нафти (англ. non-Newtonian viscous oils; нім. Erdöle mit Viskositätsanomalie) — нафти, які не підлягають у своїй течії законові в'язкого тертя Ньютона (так звані - неньютонівські нафти). Характеризуються аномалією в'язкості при малих напругах зсуву, а також порушенням закону Дарсі при фільтрації в пористому середовищі (рухливість нафти при малих градієнтах тиску дуже низька). 
Розробка покладів аномально в'язких нафт ускладнюється утворенням застійних зон, нафтовіддача при традиційних способах розробки низька, витіснення нафти водою призводить до швидкого обводнення видобувних свердловин. Підвищення нафтовилучення покладів аномально в'язких нафт досягається термічним діянням на пласт шляхом закачування розчинників, вуглекислоти, полімерних розчинів, створенням підвищених градієнтів тиску, вирівнюванням профілів приймальності. Для неглибоко залягаючих покладів можуть бути застосовані кар'єрний, шахтний і шахтно-свердловинний способи розробки. Для транспортування в трубопроводах аномально в'язких нафт на перекачувальних станціях підігрівають, уводять у неї диспергатори парафіну.

#### Теплова деполімеризація
Термічна деполімеризація (TDP) має потенціал для відновлення енергії з існуючих джерел відходів, таких як нафтовий кокс, а також попередньо відпрацьованих відходів. Цей процес, який імітує ті, які відбуваються в природі, використовує тепло та тиск для розщеплення органічних сполук та неорганічних сполук методом, відомим як hydroful pyrolysis. Оскільки видобуток енергії сильно відрізняється залежно від сировини, важко оцінити потенційне виробництво енергії. За даними Changing World Technologies, Inc., цей процес навіть має здатність розкладати кілька типів матеріалів, багато з яких є отруйними як для людей, так і для навколишнього середовища. 

#### Зрідження вугілля
Використання синтетичного палива процесів перетворення вугілля та природного газу може призвести до великої кількості нетрадиційних рідких вуглеводнів та / або очищених продуктів.
Чотири основні технології зрідження вугілля, що використовуються для виробництва нетрадиційних нафтопродуктів та видобутих продуктів з вугілля та газу, є непрямими процесами перетворення процес Фішера-Тропша і процес Mobil (також відомий як метанол до бензину), а прямі процеси перетворення процес Бергіуса і процес Карика. 
Sasol запустив завод з конверсії Фішера Тропша в Південній Африці з моменту 1970-х. 
Великі прямі конверсії по зрідженню вугілля в даний час будуються або перебувають у Китаї.

## Інтернет-ресурси
- Unconventional Resources
- Centre For Energy
- World CTL
- Методи розробки важких нафт і природних бітумів